# WR-3
Die WR-3 (auch: R-3) war sowohl die erste sowjetische Rakete mit Staustrahltriebwerk als auch die erste sowjetische Stufenrakete. Der Erstflug erfolgte am 5. März 1939.

## Allgemein
Das Projekt begann 1936 und wurde vom Zentralrat der OSSOAWIACHIM ausgearbeitet. In den Jahren 1938 und 1939 wurden in der Abteilung für Sonderkonstruktionen des Moskauer Werkes Awiachim 16 WR-3 hergestellt. Im Februar 1939 begannen auf einem Flugplatz bei Moskau nahe der Station Planjornaja die ersten Versuche. Die Raketen wurden aus einem Startgestell gestartet.
Die WR-3 brachte den Nachweis für die praktische Anwendbarkeit des Staustrahltriebwerks und bildete die Grundlage für weitere Entwicklungen auf diesem Gebiet.